# Asperula bargyli
Asperula bargyli är en måreväxtart som beskrevs av René Gombault. Asperula bargyli ingår i släktet färgmåror, och familjen måreväxter. Inga underarter finns listade i Catalogue of Life.